# Briefumschlag
Ein Briefumschlag (auch: Kuvert oder in der Schweiz Couvert, veraltet Enveloppe) ist die Versandverpackung eines Briefes.

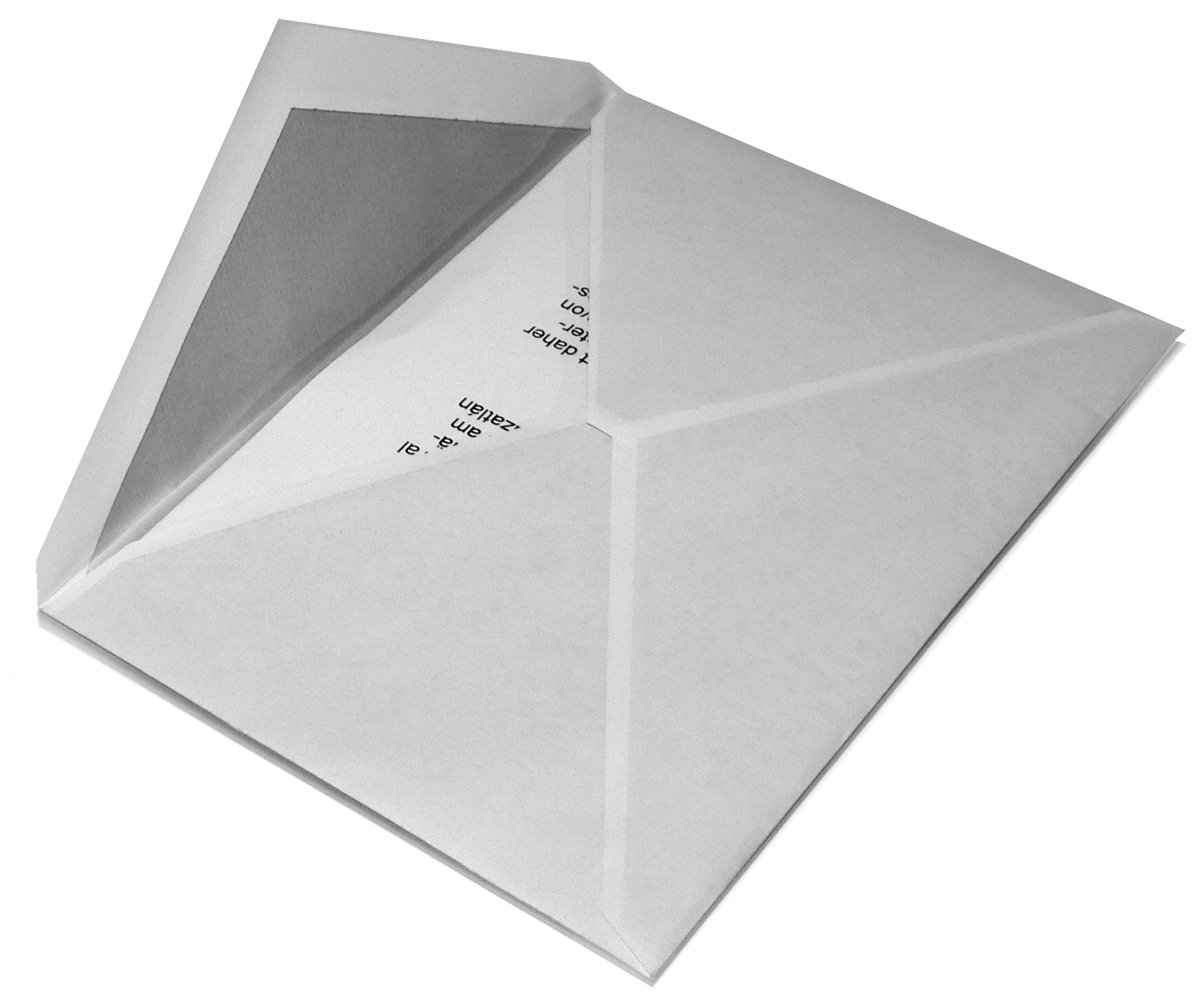
Handelsüblicher Briefumschlag (Rückseite)

## Geschichte
Ursprünglich wurden Briefe nicht in separaten Briefhüllen verpackt, sondern lediglich durch Umfalten oder Aufrollen und Versiegeln vor unberechtigtem Zugriff geschützt. Oft wurden Sendungen als Faltbriefe verschickt, da Papier ein kostbarer Rohstoff war.
Die Technik des Letterlockings war eine Methode, die Nachrichten vor fremden Blicken zu schützen. Sie erzeugte durch geschicktes Bearbeiten des Papiers wie Falten, Schneiden, Fädeln und abschließendes Befestigen mit Siegelwachs ein Schloss (englisch lock). So wurde es unmöglich, den Brief zu öffnen und zu lesen, ohne ihn zu zerstören.
Später wurde dies, im Gegensatz zu fertig konfektionierten Umschlägen zum Einstecken und Verschließen des Schreibens, vergleichsweise unwirtschaftlich. Im heutigen postalischen Schriftverkehr werden fast ausschließlich Briefumschläge zum Schutz der Inhalte verwendet, mit Ausnahme von Postwurfsendungen.
Briefumschläge wurden erstmals 1820 von dem Buch- und Papierwarenhändler S. K. Brewer in Brighton verkauft. Er schnitt die Umschläge mit Hilfe von Blechschablonen zurecht. Infolge des rasch wachsenden Bedarfs vergab Brewer 1835 an die Londoner Firma Dobbs & Comp. den Auftrag zur Herstellung von Briefumschlägen als Massenartikel. Die erste Maschine zur Herstellung von Briefumschlägen stammt von E. Hill und W. De La Rue, London, aus dem Jahr 1844.

## Material
Briefumschlagpapier muss undurchsichtig (mit Ausnahme des Fensters), beschreibbar, bedruckbar und faltfest sein. Es wird holzfrei und holzhaltig, einseitig glatt oder satiniert, weiß und farbig hergestellt. Aber auch Recyclingpapier mit dem „Blauen Engel“ findet Verwendung. Neuerdings werden für Briefumschläge verstärkt FSC- oder PEFC-Papiere eingesetzt, deren Zellstoff aus nachhaltiger Forstwirtschaft stammt. FSC-Umschläge tragen teilweise das Logo des WWF-Pandabären. Es gibt auch Umschläge aus Kunststofffasern, aus transparenter oder transluzenter Folie sowie solche aus Papyrolin, einem fadenverstärkten Material.
Fast alle Briefumschläge besitzen als Verschluss an der Umschlaginnenseite eine Gummierung oder zwei Haftklebestreifen. Bei manchen Briefumschlägen ist im Adressbereich ein Sichtfenster aus Pergamin oder durchsichtigem Kunststoff eingeklebt. Auch die Seitenränder des Briefpapiers werden mit Klebstoffen zusammengehalten.

## Produktion
Zunächst wird ausgehend von der Papierrolle der Innen- und Außendruck des Umschlages im Flexodruckverfahren aufgebracht. Danach wird die Umschlagsilhouette ausgestanzt, dann erfolgt die Fensterung, und die Fensterfolie wird eingeklebt. Danach werden die Seitenklappen- und die Verschlussklappengummierung aufgebracht. Nach dem Trocknen der Verschlussklappe werden die Umschläge verpackt und anschließend die fertigen Kartons mittels Robotern auf Paletten verpackt.
Moderne Briefumschlagmaschinen produzieren bis zu 1.600 Umschläge pro Minute oder fast 100.000 pro Stunde. Derartige Anlagen kosten mehr als zwei Millionen Euro. Wichtigste Hersteller der Maschinen sind die Firmen Winkler+Dünnebier in Neuwied sowie die Firma F.L. Smithe in den Vereinigten Staaten; beide Unternehmen gehören zu Barry-Wehmiller Companies (USA).

## Recycling
Papierbriefumschläge können problemlos recycelt werden. Das verwendete Altpapier dient als Rohstoff für neues Recyclingpapier. Die eingesetzten Fensterfolien bestehen aus Pergamin oder Polystyrol. Sie werden beim Deinking (Entfärben) des Altpapiers ausgesondert und anschließend ebenfalls recycelt oder in den Kraftwerken der Papierfabriken verbrannt. Besser ist es jedoch, das Fenster vorm Entsorgen herauszutrennen und in der Wertstofftonne zu entsorgen, da nur so der angestrebte Monostoffstrom erreicht werden kann und das Recycling gesichert ist.

## Größen

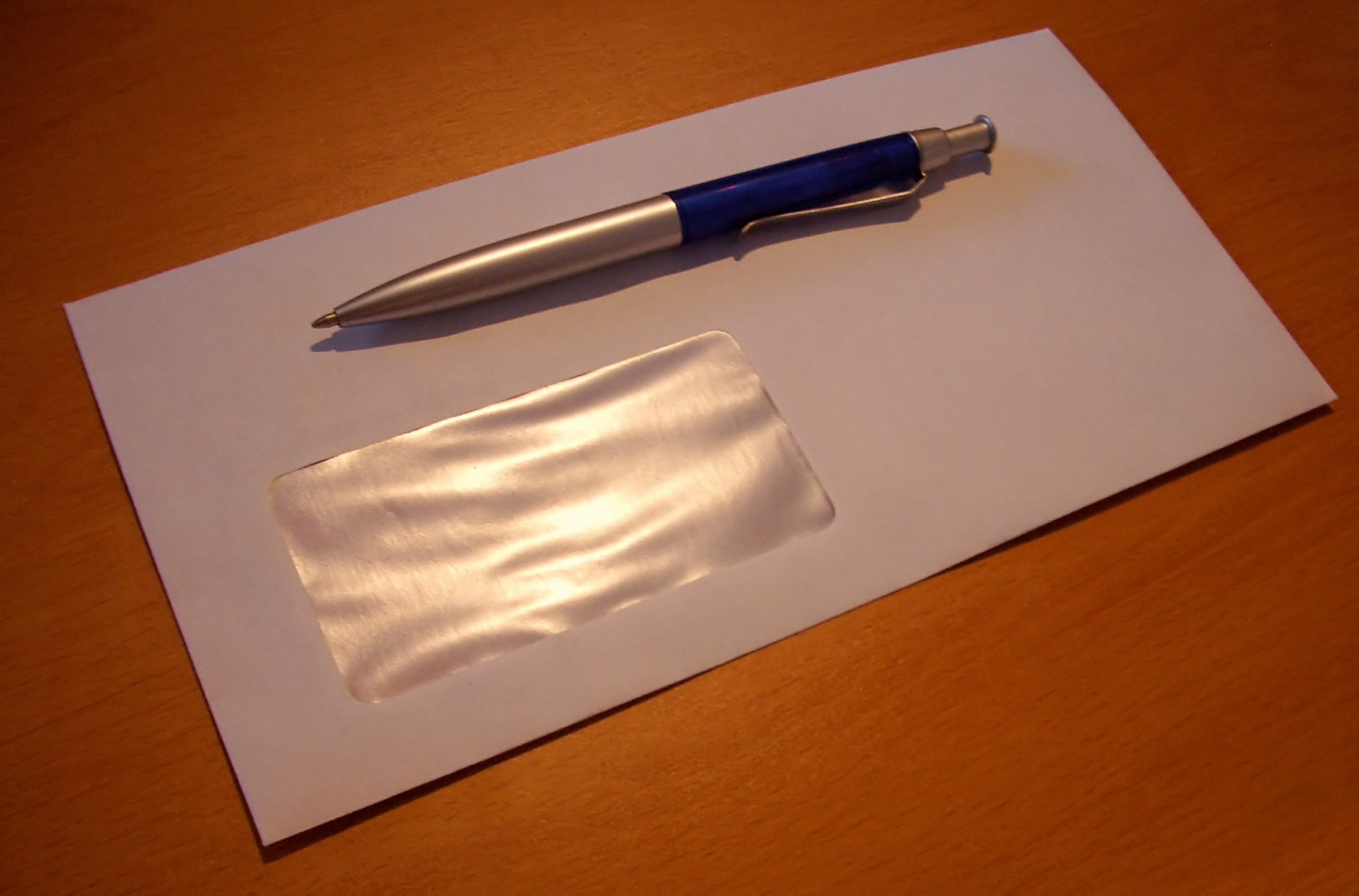
Handelsüblicher Briefumschlag der Größe „DIN-lang“ (DL) mit Sichtfenster

Briefumschläge sind überwiegend in Standardgrößen erhältlich. Sie sind definiert in ISO 269 und DIN 678 weitgehend anhand der Serie C aus DIN 476-2 bzw. ISO 217 und der Serie B aus DIN EN ISO 216 bzw. ehemals DIN 476-1. Als Inhalt für C-Umschläge sind A-Formate derselben Nummer und für B-Umschläge die entsprechenden C-Formate vorgesehen, wobei die Blätter durch ggf. mehrmaliges Falten in der Mitte der längeren Seite auf das nächstkleinere Format derselben Serie gebracht werden können.
Standardbriefumschläge besitzen daher ebenfalls überwiegend das übliche Seitenverhältnis von √2:1.
Davon abweichend gibt es zwei Formate mit einem Seitenverhältnis von 2:1 für anders gefaltete Seiten.
Für das Format C6/C5 wird die Breite eines Formats (C6) mit der Länge des nächstgrößeren Formats (C5) kombiniert.
Die unsystematische Größe des Formats DL, umgangssprachlich „DIN lang“, die auf das Falzformat für Geschäftsbriefe nach DIN 5008 (und ehemals DIN 676) von 210 mm × 105 mm abgestimmt ist, passt (ohne Sichtfenster) aber ebenso zu ⅓ A4 mit 210 mm × 99 mm.
Die Handelsbezeichnung „DL+“ oder „DIN lang plus“ sowie „C6/5“ für C6/C5 entsprechen nicht der Norm und auch eine Größe „C5/C6“ oder „C5/6“ gibt es darin nicht.
Daneben ist einzig das Format der größten Standardbriefhülle E4, die in etwa mittig zwischen B4 und A3 liegt, nicht in anderen DIN- oder ISO-Normen enthalten.
| Format | B (mm) | L (mm) | L:B | Passender Inhalt         |
| ------ | ------ | ------ | --- | ------------------------ |
| C6     | 114    | 162    | √2  | A6, A4 zweimal gefaltet  |
| B6     | 125    | 176    | √2  | C6-Umschlag              |
| DL     | 110    | 220    | 2   | ⅓ A4, A4-Normfaltung     |
| C6/C5  | 114    | 229    | 2   | ⅓ A4, A4-Normfaltung, DL |
| C5     | 162    | 229    | √2  | A5, A4 einmal gefaltet   |
| B5     | 176    | 250    | √2  | C5-Umschlag              |
| C4     | 229    | 324    | √2  | A4 ungefaltet            |
| B4     | 250    | 353    | √2  | C4-Umschlag              |
| E4     | 280    | 400    | √2  | B4-Umschlag              |

Briefumschläge im Format C4 werden nicht nur im Querformat, sondern auch im Hochformat hergestellt und haben dann ggf. ein Sichtfenster, das zum Adressfeld ungefalteter Geschäftsbriefe nach DIN 5008 auf A4-Papier passt.
Die Formate C0 bis C3 und C7 bis C10 aus DIN 476-2 sind nicht in DIN 678-1 übernommen worden, aber vereinzelt werden zumindest Umschläge im Format C3 angeboten.
Für Geschäftsbriefe auf dem Papierformat A4 sind in Deutschland die Umschlagformate DIN lang (DL) bei manueller Befüllung, C6/C5 bei maschineller Befüllung und C4 am weitesten verbreitet. Das Format C6/C5 ist das in Deutschland mit Abstand am häufigsten verwendete Format und wird nach DIN 678-2 neben C4, C5 und C6 als Kuvertierhülle für die automatische Kuvertierung eingesetzt.
Privatpost wird auch häufig in Umschlägen vom Format C6 verschickt, in das Gruß- und Postkarten vom Format A6 passen. Großes und schweres Füllgut wird häufig in Faltentaschen aus Kraftpapier mit Seitenfalten und Klotzboden in den Formaten B5 bis E4 verschickt (Versandbeutel).
| Format | B (mm) | L (mm) | L:B | Passender Inhalt                |
| ------ | ------ | ------ | --- | ------------------------------- |
| DL+    | 112    | 225    | 2   | ⅓ A4, A4-Normfaltung, DL        |
| DL+    | 120    | 235    | 2   | ⅓ A4, A4-Normfaltung, DL, C6/C5 |
| DL Max | 125    | 235    | 2   | ⅓ A4, A4-Normfaltung, DL, C6/C5 |

Nichtstandardisierte Umschläge gibt es bspw. für Grußkarten, die u. a. quadratisch sein können.
| Format        | B (mm) | L (mm)  | H (mm) | Gewicht      | Porto (€) | C6, B6, DL, C6/C5 | C5, B5, C4, B4 | E4   |
| ------------- | ------ | ------- | ------ | ------------ | --------- | ----------------- | -------------- | ---- |
| Standardbrief | 90–125 | 140–235 | ≤ 5    | ≤ 20 g       | 0,95      | Ja                | Nein           | Nein |
| Kompaktbrief  | 70–125 | 100–235 | ≤ 10   | ≤ 50 g       | 1,10      | Ja                | Nein           | Nein |
| Großbrief     | 70–250 | 100–353 | ≤ 20   | ≤ 500 g      | 1,80      | Ja                | Ja             | Nein |
| Maxibrief     | 70–250 | 100–353 | ≤ 50   | ≤ 1000 g     | 2,90      | Ja                | Ja             | Nein |
| Postkarte     | 90–125 | 140–235 |        | 150–500 g/m² | 0,95      | Nein              | Nein           | Nein |

Die Maximalgröße für Großbrief und Maxibrief entspricht exakt dem Format B4. Damit liegt einzig die Größe E4 zwingend außerhalb der für Briefpost definierten Grenzen und muss entsprechend als Päckchen oder Paket verschickt werden.

## Größe und Position der Fenster
Für Abmessungen von Fensterbriefhüllen gibt es mehrere unterschiedliche Standards.

### Deutschland
Aus DIN 680 ergeben sich je nach Format unterschiedliche Abstände des Sichtfensters vom oberen Rand, sodass ein Briefbogen nach DIN 5008 exakt gefaltet werden muss, um das Adressfeld im Sichtfenster zu platzieren:

DIN 5008 Form A
DIN 5008 Form B

Bei C6, C6/C5 und DL liegt das Sichtfenster 20 mm vom linken und 15 mm vom unteren Rand entfernt und ist 45 × 90 mm groß.

Bei größeren Versandtaschen gibt es zwei Formen A und B entsprechend der Briefköpfe für Geschäftsbriefe Form A und B nach DIN 5008, da die Lage des Adressfeldes sich hier nicht mehr über die Faltung des Briefes anpassen lässt. Bei C5-Briefhüllen ist das Fenster ebenfalls 45 mm × 90 mm groß und 20 mm vom linken Rand entfernt, vom unteren bei Form A 77 mm und bei Form B 60 mm. Bei C4-Briefhüllen ist das Spiel des Briefes im Umschlag besonders in Richtung der längeren Kante wesentlich größer, so dass das Fenster größer sein muss. Es ist 55 mm × 90 mm groß und 20 mm vom linken Rand entfernt, vom oberen bei Form A 40 mm und bei Form B 57 mm.

### Schweiz
In der Schweiz gibt es ebenfalls Vorgaben der Post zur Briefgestaltung und der Platzierung des Adressfelds.

### Großbritannien
Der britische Standard BS 4264 definiert für das Format DL ein 39 mm hohes und 93 mm breites Sichtfenster, das 53 mm vom oberen Rand und 20 mm vom linken Rand entfernt ist.

## Aufschrift
Die Deutsche Post erwartet die Aufschrift parallel zur längeren Seite des Sichtfensters beziehungsweise des Umschlags, die Frankierung in einem 40 mm hohen und 74 mm breiten Feld rechts oben, die Anschrift des Absenders im 40 mm hohen Streifen links daneben sowie die Anschrift des Adressaten im restlichen Bereich mit mindestens 15 mm Abstand zum Außenrand. Im Bereich unterhalb der Anschrift wird der Zielcode aufgedruckt.
Die Österreichische Post erwartet darüber hinaus, dass beim Format C5 der Bereich unterhalb der 74 mm breiten Frankierzone und bei größeren Formaten ein 74 mm hoher Bereich am unteren Rand freigehalten wird.
Royal Mail erwartet, dass in einem 70 mm hohen und 140 mm breiten Bereich rechts unten zwei Felder freigehalten werden und die Anschrift des Absenders auf der rückseitigen Verschlusslasche platziert wird.
Die Schweizerische Post sieht eine Vielzahl von Varianten vor.

## Verwendung
Briefumschläge werden verschlossen, indem die ein wenig überlappende, übergeklappte offene Seite (kurz Lasche) mit dem Umschlag zusammengeklebt wird. Entweder kommt dabei trockener, wasserlöslicher Klebstoff zum Einsatz, der beim Verschließen befeuchtet wird, oder sie sind selbstklebend. Das blaue Leuchten beim Öffnen eines selbstklebenden Verschlusses nennt man Tribolumineszenz. Bei hochwertigen Umschlägen kommt häufig eine Haftklebung mit Abdeckstreifen zum Einsatz. Letztere werden vor allem für hochwertige geschäftliche Post verwendet. Üblich sind auch Muster im inneren des Umschlags, gelegentlich sogar mit Firmenlogo, um die Vertraulichkeit durch schlechtere Durchsichtigkeit sicherzustellen.
Name und Anschrift des Adressaten werden auf die Vorderseite des Kuverts geschrieben, die Angaben über den Absender herkömmlich auf die Rückseite oder links oben auf die Vorderseite.
Ebenfalls im geschäftlichen Bereich werden häufig Fensterkuverts eingesetzt, bei denen die Anschrift des Adressaten nicht auf den Umschlag geschrieben, sondern der Brief mit der Anschrift im Briefkopf so in den Umschlag gelegt wird, dass die Anschrift durch das Fenster sichtbar ist, beispielsweise nach DIN 5008. Für die unterschiedlichen Umschläge gibt es verschiedene Falzarten, damit die Adressen im Fenster sichtbar sind. Fensterkuverts tragen einen Aufdruck oder Stempel mit den Absenderangaben meistens entweder auf der Vorderseite oder über der Anschrift auf dem Briefbogen, sodass sie im Fenster sichtbar sind.

## Markt
In Deutschland werden nach Angaben des Verbandes der Deutschen Briefumschlaghersteller (VDBF) derzeit (Stand 2019) pro Jahr noch etwa 13 Milliarden Briefumschläge, Versand- und Faltentaschen hergestellt. Weniger als 10 Milliarden Briefumschläge werden noch in Deutschland verkauft mit weiter sinkender Tendenz. Der Markt ist in den letzten 10 Jahren insgesamt stark gesunken, da zunehmend elektronische Medien den Briefumschlag für den Rechnungsversand ersetzen. Auch Werbebriefumschläge haben in den letzten Jahren stark an Bedeutung verloren. Großformatige Versand- und Faltentaschen konnten hingegen vom neuen Medium Internet eher profitieren.
In Europa werden jährlich (Stand 2019) noch ungefähr 46 Milliarden Umschläge verkauft, was einem Rückgang von fast 60 Prozent in 10 Jahren entspricht.
In Deutschland sind die beiden bedeutendsten Hersteller die Firmengruppe Mayer-Kuvert und Bong. Auf europäischer Ebene kommen noch Tompla (E), La Couronne (F), GPV (F), Österreichische Kuvertindustrie – ÖKI (AT), Nova Kuverta (SLO), Blasetti (I), ELCO (CH) und Goessler Kuverts (CH) hinzu, die zusammen insgesamt einen Marktanteil von ungefähr 90 Prozent repräsentieren.

## Mehrfachumschläge
Eine Sonderform des Briefumschlages ist der im internen Briefverkehr zunehmend genutzte mehrfach verwendbare Hauspostumschlag.
Auf diesen Briefumschlägen findet man meistens eine Art Tabelle in die der Absender, das Datum und der Empfänger eingetragen werden.
Dazu kommen Löcher, die zu einer schnellen Sichtung dienen, ob sich Dokumente o. ä. im Umschlag befinden. Verschlossen werden sie vorwiegend mit einem Bindfadenverschluss.

## Briefumschlag mit Aufrissschnur

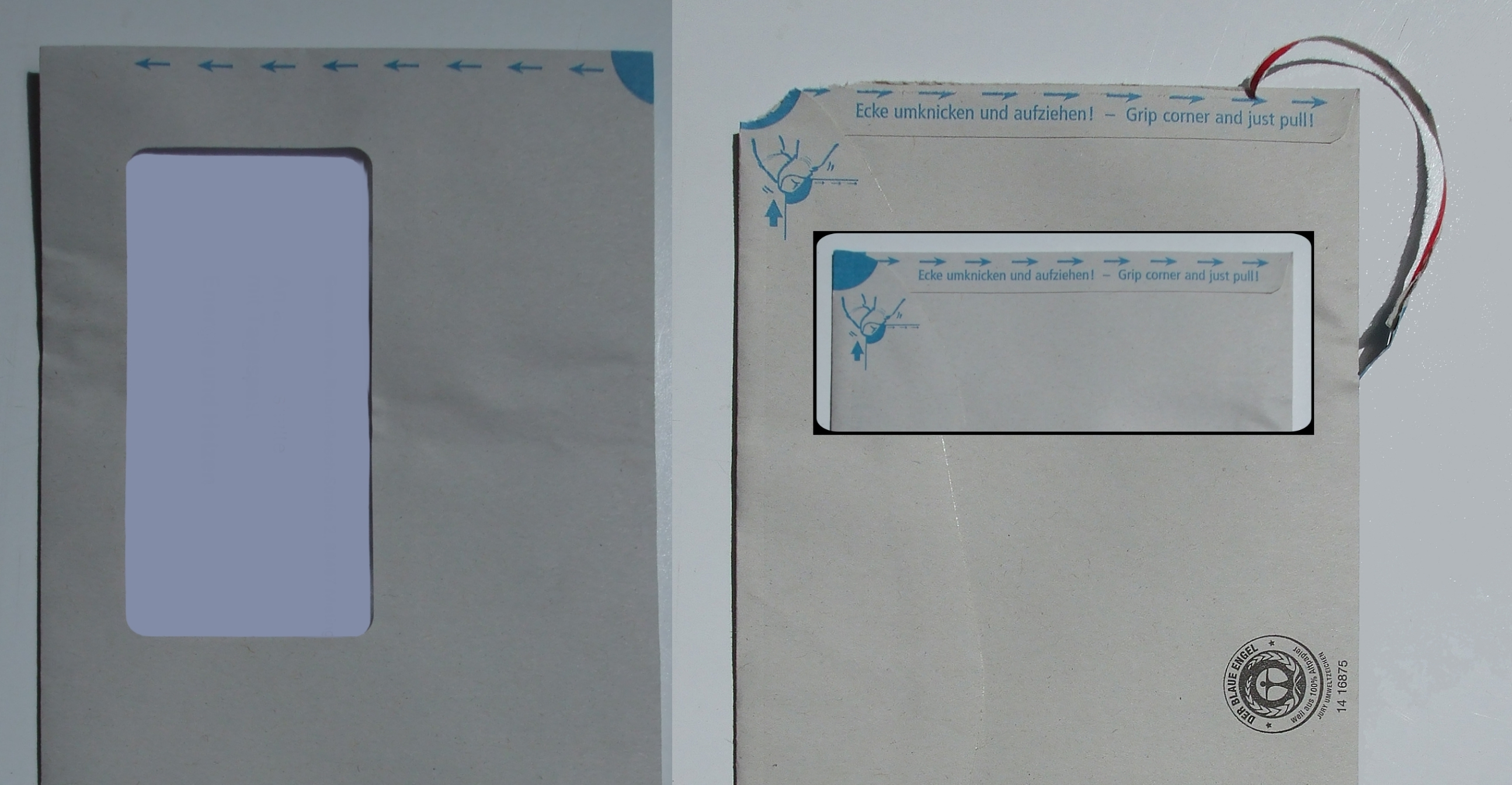
Die rote Aufrissschnur im Umschlag zum mittellosen Öffnen.
Das kleine Fenster auf dem rechten Umschlag zeigt den Aufdruck vor dem Öffnen.

Es werden auch Umschläge angeboten, die ein sauberes Öffnen des Briefes ohne Hilfsmittel erlauben und nicht wie herkömmliche Umschlage aufgeschnitten oder aufgerissen werden müssen. Ein Beispiel dafür ist im nebenstehenden Bild dargestellt. Dort ist der Umschlag an einer Kante an der „Daumengrifffläche“ perforiert. Durch Abreißen dieses kleinen Papierstückchens wird eine Aufrißschnur (engl. Pull-Tab) an der Kante herausgetrennt, welche damit den Briefumschlag öffnet. Diese Technik ist z. B. bei Zigarettenverpackungen mit Klarsichtfolien schon lange üblich.